# HD 156668 b
HD 156668 b – planeta pozasłoneczna typu superziemia położona w gwiazdozbiorze Herkulesa w odległości 80 lat świetlnych od Ziemi. Została odkryta 6 stycznia 2010 roku przez zespół astronomów kierowany przez Andrew Howarda przy użyciu teleskopu Keck I. Planeta ta została odkryta przy wykorzystaniu metody ruchów radialnych.
Masa planety HD 156668 b jest co najmniej czterokrotnie większa od masy Ziemi. Planeta ta obiega gwiazdę HD 156668 w czasie nieco dłuższym niż 4 dni.